# Abraham Bernard May
Abraham Bernard May (* 28. September 1912 in Bloemfontein, Südafrika; † 8. Oktober 1993 in Windhoek, Namibia), meist nur AB May, war ein südafrikanisch-namibischer Chirurg und Bürgermeister der namibischen Hauptstadt Windhoek. Er hatte litauisch-lettische Eltern jüdischen Glaubens.
Nach dem Studium der Medizin an der Universität Kapstadt siedelte May 1940 mit seiner Frau, Myrtle Rosen, als Arzt nach Gobabis in Südwestafrika über. Er war 24 Jahre lang Mitglied der Windhoeker Stadtverwaltung und zwischen 1988 und 1991 der letzte unter südafrikanischer Besatzung gewählte Bürgermeister Windhoeks. Er genoss als Gründer und Präsident der Namibischen Krebsvereinigung (1968) hohes Ansehen.
May war bis zu seinem Tod in zweiter Ehe mit Sarah Johanna Josina Davin verheiratet. Nach ihm sind eine Straße in Windhoek, unweit des Ausspannplatzes sowie das Krebszentrum des Zentralkrankenhaus Windhoek benannt.